# ブラック・マスク (雑誌)
ブラック・マスク（Black Mask (magazine)）は、ジャーナリストのH・L・メンケンと演劇批評家のジョージ・ジーン・ネイサンがメンケンの編集していた一流文学誌 The Smart Set の赤字財政を助けるために1920年に創刊した大衆向け雑誌（パルプマガジン）である。元々は犯罪小説専門誌ではなく、冒険小説、推理小説、恋愛小説、怪奇小説などを掲載範囲としていた。最初の編集者は Florence Osborne（誌上では F. M. Osborne と記されている）。

## 編集権の変遷
8号まで刊行後、メンケンとネイサンは500ドルの投資で十分な利益を得たと判断し、同誌を Eltinge Warner と Eugene Crow という出版者に1万2500ドルで売却した。以降の編集者は George W. Sutton (1922–24) で、さらに Philip C. Cody が受け継いだ。1926年、Joseph Shaw が編集長となった。

## 寄稿していた作家
初期のブラック・マスクに寄稿していた作家としては、J・S・フレッチャー、ヴィンセント・スターレット、Herman Petersen らがいた。Shaw が編集長に就任すると、それまでの号で見込みがあると思われた自然主義的犯罪小説を中心とする方向に舵を切り、キャロル・ジョン・デイリーが看板作家となった。デイリーの生み出した私立探偵 Race Williams は急場しのぎで登場させたキャラクターであり、その毒舌は後の辛辣な私立探偵たちのモデルとなった。
その後、ダシール・ハメットが寄稿するようになり、サム・スペードとコンチネンタル・オプという探偵を生み出した。これに影響され、レイモンド・チャンドラー、E・S・ガードナー、ポール・ケイン、フレデリック・ニーベル、フレデリック・デーヴィス、ラウール・ホイットフィールド、シオドア・ティンズリー、W・T・バラード、ロジャー・トリーらがハードボイルド作家として寄稿するようになった。また同誌に掲載されたジョージ・ハーモン・コックスの「報道写真家フラッシュ・ケイシー」を主人公とした小説は、映画、ラジオドラマ、マンガ、テレビドラマ、演劇に展開された。
ブラック・マスク誌の表紙イラストは Fred Craft や J. W. Schlaikjer が描いていたが、Shaw は中のイラストを全て Arthur Rodman Bowker に任せた。
作家の多くは男性だったが、女流作家も何人かいた。例えば、Marjory Stoneman Douglas、Katherine Brocklebank、Sally Dixon Wright、Florence M. Pettee、Marion O'Hearn、Kay Krausse、Frances Beck、Tiah Devitt、Dorothy Dunn らである。
この雑誌は大いに成功し、寄稿していたヒュー・B・ケイヴといった作家は商業的にも大いに成功を収めた。
ブラック・マスクは犯罪小説が中心だったが、西部劇小説や冒険小説も掲載されていた。

## 休刊と再創刊
1930年代初期に発行部数がピークに達したが、ラジオ、映画、競合するパルプマガジンなどが台頭してきたため、徐々に衰退が始まった。1936年、経営者から原稿料の減額を求められた Shaw は編集長を辞め、同時に主な作家たちも同誌を離れた。後任の Fanny Ellsworth (1936–40) は新人作家を登用するようにし、コーネル・ウールリッチ、フランク・グルーバー、マックス・ブランド、スティーヴ・フィッシャー といった新世代の作家が寄稿するようになった。
しかし1940年代には明らかに部数が減っていった。新編集長 Kenneth S. White (1940–48) は、あらたにジョン・D・マクドナルドを発掘するなどしてがんばった。その後 Henry Steeger が名前を隠して編集長を務めたが、1951年に休刊となった。
1985年、The New Black Mask として再創刊。ジェイムズ・エルロイ、マイクル・コリンズ、サラ・パレツキー、ビル・プロンジーニといった作家が寄稿し、ハメットやチャンドラーの古い小説も掲載した。Encyclopedia Mysteriosa によれば、作家エドワード・D・ホックは「偉大な古いパルプ・マガジンの興奮とストーリーテリングの喜びに近いものを復活させた」としてこの再創刊を歓迎した。しかし Black Mask という名称の権利問題から1987年に廃刊。その後誌名を A Matter of Crime と変えて短期間だけ発行されていた。
ブラック・マスク誌はコレクターの間で高値で取引されており、特にハメットやチャンドラーの作品が掲載されている号は高値となっている。

## ポップカルチャーにおける言及
- クエンティン・タランティーノ監督の映画『パルプ・フィクション』(1994) はブラック・マスク誌に着想を得たもので、公開前はタイトルを Black Mask としていた。
- ドロシー・L・セイヤーズの推理小説『不自然な死（英語版）』(1927) では、ブラック・マスクのある号が手がかりとして使われている。
- 1990年代のテレビドラマ『ミレニアム』では、Dark Mask という雑誌への言及があるが、これは明らかにブラック・マスクのパロディである。

## アンソロジー
- The Hard-Boiled Omnibus: Early Stories from Black Mask Joseph T. Shaw（編）, (1946).
- The Hard-Boiled Detective: Stories from Black Mask magazine, 1920-1951 Herbert Ruhm（編）, (1977).
- The Black Mask Boys: masters in the hard-boiled school of detective fiction William F. Nolan（編）, (1985).
- The Black Lizard Big Book of Black Mask Stories Otto Penzler（編）, (2007).